# جبل دینار
جبل دینار (بالفارسية: دینارکوه) هي منطقة جبلية في جنوب محافظة إيلام، وتقع بين مقاطعتي آبدانان و دهلوران في إيران في منطقة جبلية من جبال زاغروس تقع على ارتفاع 800 إلى 1955 متر فوق مستوى سطح البحر. تشكل قمة ديناركوه في الجزء الأوسط والأراضي الزراعية الواقعة في جنوب قرية هزاراني أعلى وأدنى نقاط ارتفاع في المنطقة على التوالي. بشكل عام ، تتكون هذه المنطقة من ارتفاعات مترابطة ومتعددة وهي منطقة جبلية ذات طرق غير قابلة للسير، والتي من حيث الغطاء الحرجي حتى أعلى منطقة لها مظهر جبلي مع غطاء حرجي.
اسم ديناركوه يعني الجبل الذهبي

## حالة طبيعية
دینارکوه المحمية هي منطقة جبلية من جبال زاغروس تقع على ارتفاع 800 إلى 1955 متر فوق مستوى سطح البحر. تشكل قمة ديناركوه في الجزء الأوسط والأراضي الزراعية الواقعة في جنوب قرية هزاراني أعلى وأدنى نقاط ارتفاع في المنطقة على التوالي. بشكل عام ، تتكون هذه المنطقة من ارتفاعات مترابطة ومتعددة وهي منطقة جبلية ذات طرق غير قابلة للسير ، والتي من حيث الغطاء الحرجي حتى أعلى منطقة لها مظهر جبلي مع غطاء حرجي.